# Jennifer (cantante)
Jennifer, pseudonimo di Chantal Benoist (Parigi, 18 giugno 1954), è una cantante e attrice francese.

## Biografia
Dotata di bella presenza, Chantal Benoist inizia la carriera di indossatrice e fotomodella nel 1972, diventando una delle più note in Francia ed iniziando anche l'attività di attrice.
Nel 1976 il produttore discografico (nonché, all'epoca, suo compagno) Michel Deloir le propone di incidere una canzone in stile disco music, il genere che in quel periodo sta ottenendo successo in tutto il mondo: con il nome d'arte Jennifer ed un'immagine sexy ed ammiccante (evidente nella copertina del disco e nelle apparizioni televisive dell'epoca) pubblica per l'etichetta francese Big Box il singolo Do It For Me (scritto da Jean Denis Perez: in breve tempo la canzone diventa un successo in Francia e l'anno successivo viene stampata in tutta Europa, entrando ai primi posti in tutte le classifiche.
Anche in Italia (dove il disco, come i successivi di Jennifer, è pubblicato dalla Disco Più, etichetta di proprietà della CGD) il successo nell'estate del 1977 è notevole: Do it for me vince il Free Show Estate 77, e Jennifer viene chiamata come ospite al Festivalbar; nello stesso anno pubblica anche il suo primo album Walking in Space che, oltre a Do it for me, contiene altri brani disco tra cui I don't need your love, divisa in due parti (di cui la prima viene pubblicata come retro sul secondo singolo).
Nel 1978 Adriano Celentano la chiama a recitare nel suo film Geppo il folle e Carlo Vanzina in Figlio delle stelle, con Alan Sorrenti protagonista. Continua comunque l'attività musicale, con altri singoli di successo, anche se nessuno ripete l'exploit di Do it for me.
In seguito passa alla Pathé, etichetta francese consociata alla EMI, e il suo album Via Dolce Vita... Amour Express, pubblicato anche in spagnolo per il mercato latino americano, riscuote un buon successo.

## Vita privata
Negli anni ottanta sposa l'attore Gérard Lanvin, da cui ha due figli, e si ritira dal mondo dello spettacolo, dedicandosi alla famiglia.

## Discografia

### Album in studio
- 1977 - Walking in Space
- 1983 - Via Dolce Vita... Amour Express

### Raccolte
- 1978 - Stai con me
- 1982 - Jennifer

### Singoli
- 1976 - Do It For Me
- 1977 - Love Has a Taste of Tears
- 1977 - I Lost a Dream
- 1978 - Be With Me
- 1980 - Spanish Circus
- 1980 - Le film à l'envers
- 1981 - Ra-Di-O Stress
- 1983 - Via Dolce Vita
- 1983 - Amour Express

## Filmografia
- Figlio delle stelle, regia di Carlo Vanzina (1978)
- Geppo il folle, regia di Adriano Celentano (1978)
- Coco la Fleur, candidat, regia di Christian Lara (1979)
- Psy, regia di Philippe de Broca (1981)
- Moi vouloir toi, regia di Patrick Dewolf (1985)
- Ci sono dei giorni... e delle lune (Il y a des jours... et des lunes), regia di Claude Lelouch (1990)